# Спротт, Томас
Томас Спротт (англ. Thomas Sprott, или Spott, лат. Thomas Sprottus или Thomas Norwicensis; ум. в 1292 или 1299) — английский хронист, монах-бенедиктинец из аббатства Св. Августина в Кентербери.

## Жизнь и труды
Биографические сведения о нём практически отсутствуют. Судя по сохранившемуся в одной из рукописей прозвищу Norwicensis, мог быть выходцем из Нориджа в Норфолке. Сохранившийся в архивах аббатства Св. Августина каталог XV века приписывает ему сочинения не только по истории, но и по философии, теологии и каноническому праву. 
Является автором латинской хроники аббатства, использованной позднейшими летописцами из той же обители Уильямом Торном (XIV в.) и Томасом Элмхемом (XV в.). В частности, Торн свободно пересказывает её до 1228 года, где говорит, что на этой дате сочинение Спротта и заканчивается. При этом в другом месте он заявляет, что хроника Спротта доведена была до 1272 года.
Известный антикварий XVI века Джон Лиланд также утверждал, что оригинальное сочинение Спротта продолжено было до 1272 года.
Неважная сохранность списков, наличие лакун и позднейших дополнений не позволяют сегодня точно установить дату окончания работы Спротта над хроникой, ясно лишь, что произошло это в третьей четверти XIII века. Французский литератор и библиограф XIX века Альфред Франклен ошибочно называл годом смерти Спротта 1340-й, что представляется сегодня маловероятным.

## Рукописи и издания
Историческое сочинение Томаса Спротта сохранилось в нескольких рукописях. Первая из них из, собрания Коттона Британской библиотеки под шифром MS Tiberius A.ix, принадлежала Уолтеру Коупу, содержит, помимо текста хроники, доведённого до 1265 года, пролог и признаётся ныне за основную. Три другие, из собрания Коттона под шифром MS Vit. E. xiv. 243, из собрания Харли под шифром MS 692 и из Ливерпульской публичной библиотеки (MS 419), сохранились хуже, доведены только до 1221 года и признаются позднейшими.
В 1719 году историк и антикварий Томас Хирн издал под именем Спротта в Оксфорде рукопись анонимной хроники аббатства св. Августина, сведения в которой доведены до 1339 года. Позже было установлено, манускрипт этот, идентифицированный с рукописью из библиотеки Кембриджского университета (MS add. 3578), создан в конце XIV века и содержит Fragmenta Sprottiana из рукописи Эдуарда Деринга; при этом неясно, какую долю в ней занимает труд самого Спротта. 
Спротту приписывалась и другая рукопись, обнаруженная антикварием Джозефом Майером и находящаяся ныне в библиотеке Ливерпульского музея (MS 12012), которая содержит краткую хронику с сотворения мира до 1307 года. Она была опубликована в 1851 году в Ливерпуле Уильямом Беллом под заголовком «Хроника священной и мирской истории Спротта» (англ. Sprott's Chronicle of Sacred and Profane History). Позднейшие исследования показали, что она почти полностью основана на латинском сочинении «Цветы истории» (лат. The Flores Historiarum), которое приписывалось вымышленному хронисту «Матвею Вестминстерскому».